# Tatjana Marinienko
Tatjana Sawieljewna Marinienko (ros. Татьяна Савельевна Мариненко, biał. Таццяна Савельеўна Марыненка, ur. 25 stycznia 1920 we wsi Suchoj Bor w rejonie połockim, zm. 2 sierpnia 1942 k. wsi Żarcy w rejonie połockim) – radziecka partyzantka, wywiadowca, uhonorowana pośmiertnie w 1965 tytułem Bohatera Związku Radzieckiego.
Urodziła się w białoruskiej rodzinie chłopskiej. W 1939 ukończyła szkołę pedagogiczną w Połocku, po czym została nauczycielką w szkole średniej we wsi Zielonka w rejonie połockim. Podczas niemieckiej okupacji została wywiadowcą i łączniczką brygady partyzanckiej "Nieułowimyje" działającej w obwodzie witebskim, przybierając pseudonim "Wasilok". Dzięki jej danym wywiadowczym partyzanci przeprowadzali różne akcje i przekazywali informacje dowództwu Armii Czerwonej. Została aresztowana w wyniku donosu, a po trzech dniach brutalnych przesłuchań rozstrzelana wraz z 14-letnim bratem. 8 maja 1965 pośmiertnie przyznano jej Złotą Gwiazdę Bohatera Związku Radzieckiego i Order Lenina. Jej imieniem nazwano ulicę w Połocku i szkołę średnią w Zielonce.